# Duke Fakir
Abdul Kareem Fakir (Detroit, Míchigan,  26 de diciembre de 1935-Detroit, Míchigan, 22 de julio de 2024), conocido profesionalmente como Duke Fakir, fue un cantante estadounidense, miembro fundador del cuarteto de la Motown Four Tops, en el cual estuvo desde 1953 hasta su muerte.

## Biografía
Fakir nació el 26 de diciembre de 1935 en Detroit, Míchigan. Su padre era obrero y procedía de lo que hoy es Bangladés.
Fakir estudió en el Pershing High School de Detroit, donde jugó al baloncesto, al fútbol americano y corrió en atletismo.
Conoció a su compañero de banda Levi Stubbs en los partidos de fútbol del barrio, aunque no sabía que Stubbs era cantante. Más tarde, asistiendo a un espectáculo de variedades en el que actuaba la banda Lucky Millinder, ésta anunció a un joven cantante de talento al que Fakir reconoció como el chico con el que jugaba al fútbol. Se hicieron muy amigos y Stubbs incluso viajó con Fakir a sus eventos deportivos, donde disfrutaban cantando y haciendo cantar a sus compañeros de equipo.
Como compartían su afición por el canto, probaron con otros cantantes y decidieron preguntar a Lawrence Payton y Renaldo "Obie" Benson. Invitaron a Payton y a Benson a unirse a ellos en una fiesta organizada por las Shahrazads, un club local de chicas de moda. Cuando las chicas les invitaron a cantar, decidieron que Stubbs llevaría la voz cantante y ellos le secundarían. Al grupo y a los asistentes les gustó tanto su sonido que decidieron empezar a ensayar juntos.
Originalmente se dieron a sí mismos el nombre de "The Four Aims", para describir sus objetivos de lograr algo grande. Pero en su primera sesión de grabación con Chess Records en Chicago, se les recordó que el cuarteto de cantantes, los Ames Brothers, era un grupo muy popular, y se les sugirió que cambiaran de nombre para evitar confusiones. Tras debatirlo, su director musical, Maurice King, sugirió el nombre de Four Tops, en consonancia con su objetivo original de aspirar a las estrellas y llegar a lo más alto. Se convirtieron en un popular grupo local, pero el éxito discográfico les fue esquivo hasta que firmaron un contrato con la recién creada Motown Records en 1963. Pronto se convirtieron en uno de los mayores grupos discográficos de la década de 1960, con 14 éxitos en las listas hasta principios de la década de 1980. Aparecen en el número 77 de la lista de los 100 mejores artistas de todos los tiempos de la revista Billboard.
Fakir participó como invitado en el segmento "Not My Job" del programa de radio de NPR Wait Wait...Don't Tell Me, emitido el 21 de enero de 2012.
En 2022, Fakir apareció en un artículo de preguntas y respuestas de Associated Press y en un vídeo en el que habla de sus memorias tituladas I'll Be There: My Life With The Four Tops, y el musical basado en su vida y en la historia de The Four Tops.

### Premios y reconocimientos
Como miembro de los Four Tops, Fakir ingresó en el Salón de la Fama del Rock and Roll en 1990, recibió una estrella en el Paseo de la Fama de Hollywood en 1997, entró en el Salón de la Fama de los Grupos Vocales en 1999, en el Salón de la Fama de los Grammy en 1998, recibió el premio Grammy Lifetime Achievement Award en 2009 y fue incluido en la lista de los 100 mejores artistas de todos los tiempos de la revista Billboard.

## Vida personal y muerte
Fakir reside en el barrio de Palmer Park de Detroit con su segunda esposa. En 2016 tenía cuatro hijos, siete nietos y un bisnieto.
Fakir atribuye a su educación en Detroit una gran influencia en su decisión de dedicarse a la música. Detroit está "llena de iglesias. Es una de esas ciudades en las que siempre ha predominado la música gospel y el jazz. Antiguamente era una ciudad de jazz... Y cuando nací íbamos a la iglesia, igual que un par de los otros chicos, así que cantamos toda la vida más o menos... mi madre trabajaba en la iglesia y mis primos y yo, todos íbamos al coro, crecimos allí".
Tanto Benson como Fakir recibieron becas para asistir a la misma universidad y se preparaban para entrar. Sin embargo, el grupo recibió su primer encargo profesional de canto durante el verano de 1954 en Flint, Míchigan, se la jugó y decidió seguir su carrera musical en su lugar.
Fakir fue amiga íntima de la también artista de la Motown Mary Wilson, de The Supremes, hasta su muerte en 2021. Ambos mantuvieron una relación sentimental y se comprometieron brevemente en 1964; sin embargo, sus carreras musicales seguían desarrollándose y decidieron que lo mejor era dejarlo. Aparecieron en el programa You and Me This Morning de Chicago en 2013 para promocionar el Mary Wilson Holiday Spectacular With Special Guests The Four Tops. En el programa interpretaron juntos "Baby, It's Cold Outside".
En enero de 2023, se informó de que el Departamento del Tesoro de Estados Unidos reclama a Fakir 500.000 dólares en impuestos impagados.
El 22 de julio de 2024, se informó del fallecimiento de Fakir en su natal Detroit a los 88 años de edad. Tenía problemas cardíacos, lo que se certificó como la causa de su deceso.